# ستوئوچی، کاگوشیما
ستوئوچی، کاگوشیما (به لاتین: Setouchi, Kagoshima) یک منطقهٔ مسکونی در ژاپن است که در Ōshima District واقع شده‌است. ستوئوچی ۲۳۹٫۹۲ کیلومترمربع مساحت و ۹٬۳۷۹ نفر جمعیت دارد.